# Pseudagrion coarctatum
Pseudagrion coarctatum är en trollsländeart som beskrevs av Maurits Anne Lieftinck 1932. Pseudagrion coarctatum ingår i släktet Pseudagrion och familjen dammflicksländor. Inga underarter finns listade i Catalogue of Life.